# ティーディープロモーション
有限会社ティーディープロモーション（英文社名；TD promotion Inc.）は、東京都渋谷区に本社を置く日本の芸能プロダクション。

## 沿革
- 1999年5月 - 出口毅（でぐち・つよし）が東京都新宿区西早稲田3-20-21 ルナパルコ405に設立。
- 2001年10月 - 事務所を東京都港区六本木7-17-12 六本木ビジネスアパートメンツ308に移転。
- 2003年4月 - 事務所を東京都渋谷区道玄坂1-17-1 ミナミビル3Fに移転。
- 2004年8月 - 事務所を東京都港区六本木5-10-31 矢口ビル3Fに移転。
- 2006年8月 - 事務所を東京都渋谷区神宮前2-6-14 第2神宮前ビル404に移転。

## 概要
2001年5月に所属タレント5名（菊池美来、有田貴子、真田晃衣、塩沢亜弓、佐々木麻衣）でユニット「Cyber Trans Dolls」を結成。しかし、活動わずか1年半で抜本的なメンバーチェンジを行うと事務所が発表。2002年11月に菊池美来だけを残し、所属タレントの山岸真理と業務提携先の事務所に所属していた大島麻衣（後のAKB48メンバー）を加えた3名で新たに「C・T・D〜brand new〜」を結成し、活動を再開した。

## 所属タレント
※2019年1月現在
- 疋田紗也（スピリチュアルアイドル）
- 桜りりぃ（和太鼓アイドル）
- 橋元優菜（パンストアイドル）
- 星乃まおり（女子大生アイドル）

## かつて所属していたタレント
- 加藤めぐみ
- 菊地亜美
- 佐々木麻衣
- 藤井千夏
- 山下智子
- 桜井美春